# Flavina lineata
Flavina lineata är en insektsart som först beskrevs av Walker 1857.  Flavina lineata ingår i släktet Flavina och familjen sköldstritar. Inga underarter finns listade i Catalogue of Life.